# August Scheler
Johann August Ulrich (eller Jean Auguste Ulric) Scheler (født 6. april 1819, død 1890) var en belgisk romansk filolog.
Scheler, der var af tysk herkomst, havde studeret i Tyskland, da han fik ansættelse som bibliotekar hos kong Leopold I af Belgien og professor ved Université libre i Brüssel, tillige lærer for de kongelige prinser.
De vigtigste værker af denne fremragende og ansete sprogmand er: Dictionnaire d’étymologie française (1862; 3. udgave 1888); udgaver af Froissarts digte (3 bind, 1866—67, af Adenès-li-Roi (3 bind, 1874) og Les trouvères belges du XII au XIV siècle.
Et ungdomsarbejde, disputatsen Sur le séjour, de l’apôtre saint Pierre à Rome (1845) vandt megen anerkendelse og blev
oversat på flere sprog.
Scheler har fremdeles fuldendt Grandgagnages Dictionnaire étymologique de la langue wallonne (1880) og besørget 4. udgave af Diezes Etymologisches Wörterbuch der romanischen Sprachen.